# A7 (автомагистраль, Нидерланды)
Автомагистраль A7 (нидерл. Rijksweg 7, Autosnelweg 7 или A7) — скоростная автодорога и частично автодорога (нидерл. N7) в Нидерландах. Автомагистраль начинается у развязки Кунплейн (нидерл. Knooppunt Coenplein) в Зандаме и заканчивается на границе с Германией у города Бад-Ньивесханс, где переходит в немецкий автобан 
Шоссе является частью E 22 (за исключением участка между Зандамом и развязкой Зандам) и проходит через несколько крупных городов — Пюрмеренд, Хорн, Снек, Яуре, Херенвен, Драхтен и Гронинген. Длина автомагистрали составляет 242 км, что делает её самой длинной в Нидерландах.

## История строительства
Строительство отдельных участков будущей автомагистрали A7 началось ещё до Второй мировой войны. К 1960 году участок между Цюрих (начало Афслёйтдейка) и Гронингеном был завершён как однополосная автодорога. Во время войны работы были приостановлены, но возобновились в послевоенные годы.В декабре 1970 года был открыт участок между Зандамом и Неком в Вейдевормер, который соединил Зандам с развязкой Зандам и автомагистралью .
В мае 1976 года завершена реконструкция Афслёйтдейка, превратившая его в полноценную автомагистраль с открытием второй поворотной мостовой конструкции у Ден-Увер. В том же месяце была завершена развязка Цюрих.
В июне 1976 года открыт участок между Неком и Пюрмеренд-Север, включая мост через Нордзе-канал.
В марте 1978 года введена в эксплуатацию одна проезжая часть участка Пюрмеренд-Север — Схарвоуде.
В июле 1978 года открыта Принцесса Маргрит и прилегающие участки, завершив большую часть трассы между Афслёйтдейком и Бетстерзвагом (за исключением кольцевой дороги Снека и ряда перекрёстков).
В июле 1987 года открыт участок между Схарвоуде и Ден-Увером, официально завершённый министром транспорта и водного хозяйства Нели Смит-Крус.
В апреле 2008 года открыт акведук Де Гёйв в Снеке, устранивший пересечения на одном уровне в кольцевой дороге Снека.
До 2014 года начальной точкой A7 считался Принс-Бернхардплейн в Зандаме, но с весны 2014 года трасса начинается у развязки Кунплейн, а участок до развязки Зандам стал частью городской дороги

## Описание маршрута

### Северная Голландия

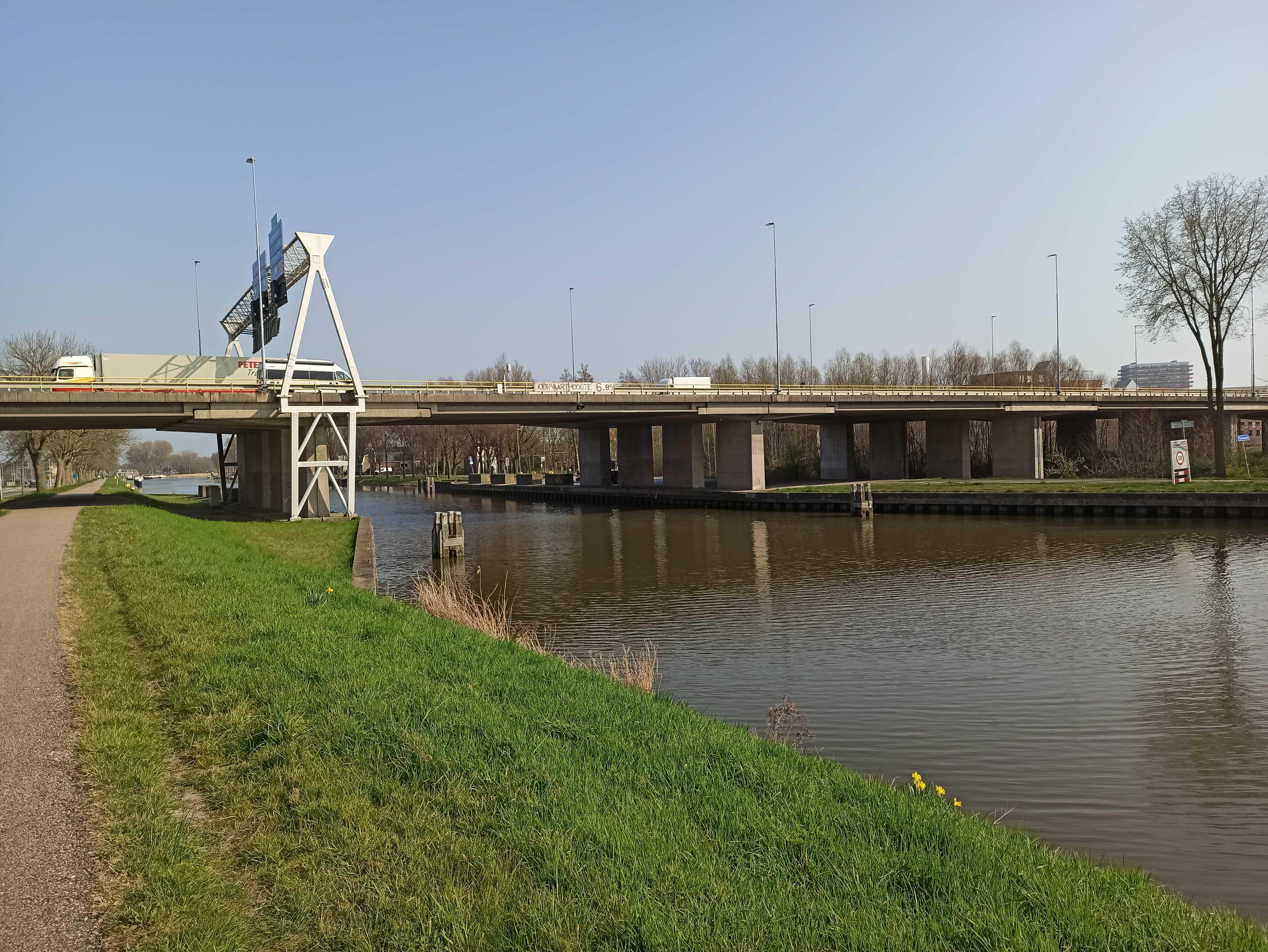
Мост через Северо-Голландский канал

A7 начинается у развязки Кунплейн в Зандаме, где пересекается с  и . Отсюда трасса идёт на север через Пюрмеренд, Хорн и Вирингермер. Уникальной особенностью является отсутствие разделения между съездами и въездами на выезде Вейдевормер, что редко для Нидерландов. Далее трасса проходит через Северо-Голландский канал по мосту, названному в честь капрала морской пехоты Йеруна Хувелинга. После Хорна шоссе продолжается через Вирингермер до Ден-Увер, где начинается Афслёйтдейк — дамба, соединяющая Северную Голландию с Фрисландией.

### Фрисландия

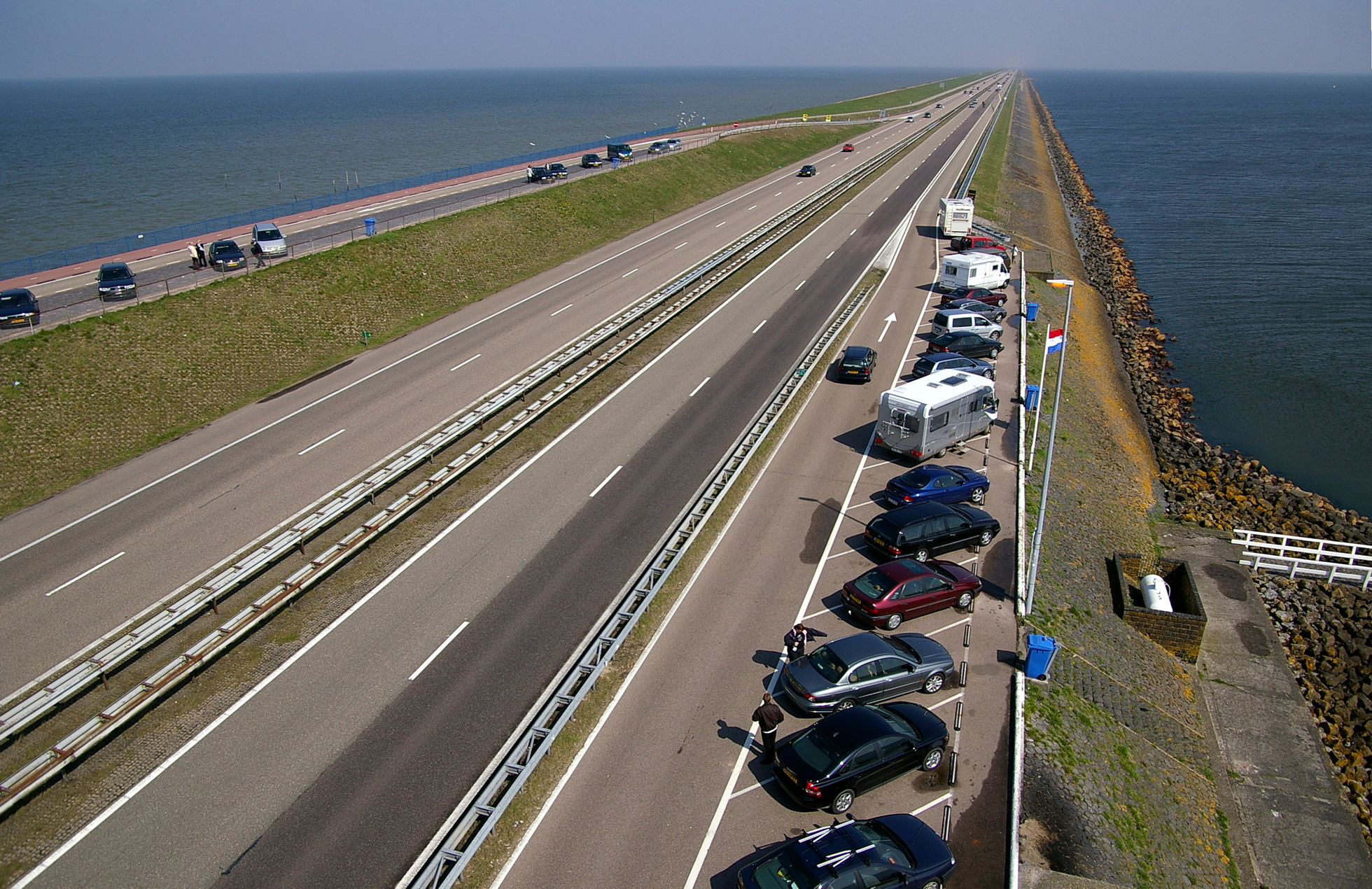
Афслёйтдейк

На Афслёйтдейке A7 проходит через шлюзы Стевинслёйзен и Лоренцслёйзен, а также мимо памятника и зоны обслуживания Бреезанддейк. После дамбы трасса достигает развязки Цюрих, где отходит  в направлении Леувардена. Далее A7 проходит через Болсвард, Снек (где становится кольцевой дорогой  с акведуком Де Гёйв и туннелем Принцессы Маргрит), Яуре (развязка с ) и Херенвен (развязка с ). После этого трасса продолжается через Бетстерзваг и Драхтен.

### Гронинген

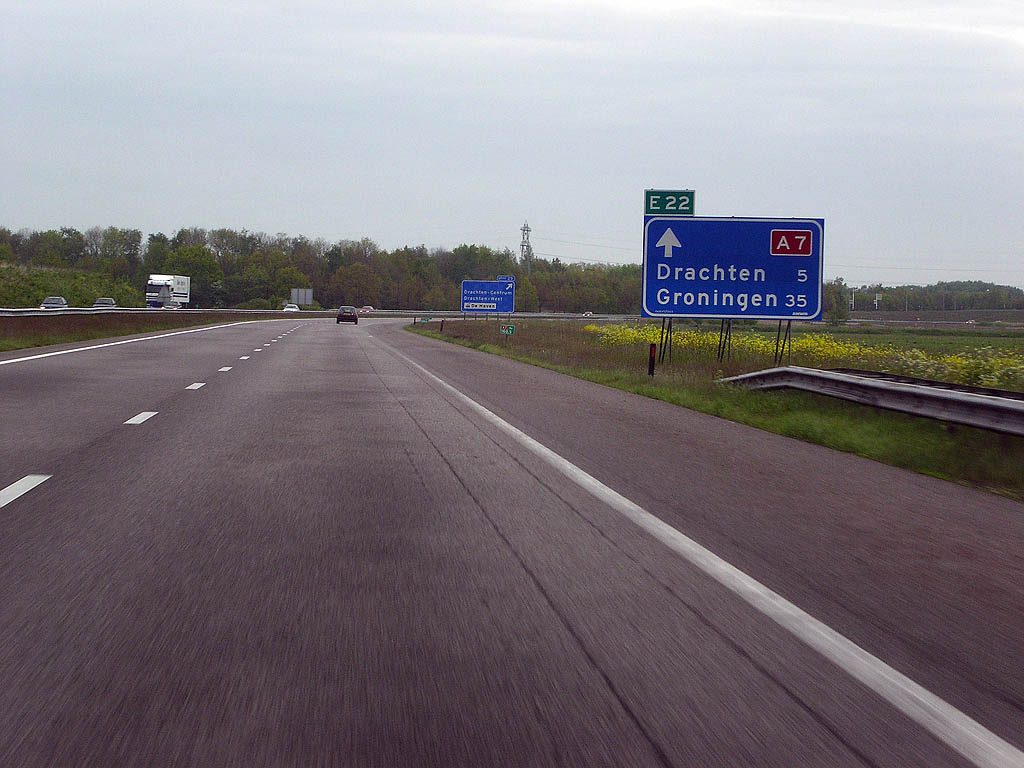
A7 у Гронингена

В провинции Гронинген A7 проходит через кольцевую дорогу Гронингена (), пересекающую Северо-Виллемсканал по мосту Юлианабрюг и проходящую через туннели у районов Херевег, Зёйдерплантсун и Остерпорт. На развязке Юлианаплейн трасса пересекает , а на развязке Эйвелгунне начинается . После Гронингена шоссе проходит через Вестербрук, Хогезанд, Зёйдбрук и Винсхотен, достигая границы с Германией у Бад-Ньивесханс, где переходит в автобан 280, ведущий к Ольденбургу.

## Современное состояние

### Реверсивные полосы
На участке между развязкой Зандам и Пюрмерендом с декабря 2007 года действует «пиковая» полоса (нидерл. Spitsstrook) в направлении Хорна, открываемая в вечерний час пик для увеличения пропускной способности. В 2015 году была открыта дополнительная «пиковая» полоса в обоих направлениях, что значительно сократило пробки на этом участке.

### «Пиковые» полосы

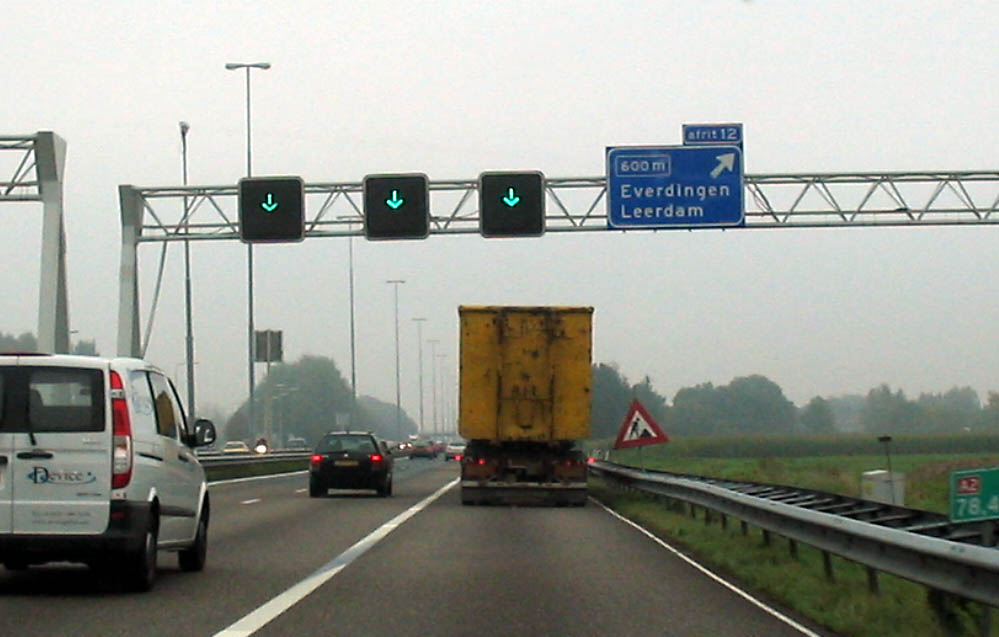
Открытая правая «пиковая» полоса на автомагистрали

Система «пиковых» полос (нидерл. Spitsstrook) используется на участке Зандам — Пюрмеренд-Юг. Эти полосы представляют собой расширенные обочины (правые полосы) или специально построенные полосы на разделительной зоне (левые полосы), которые открываются в часы пик с помощью динамической системы управления трафиком и камер. Это решение применяется для увеличения пропускной способности без необходимости масштабного расширения трассы.

## Галерея

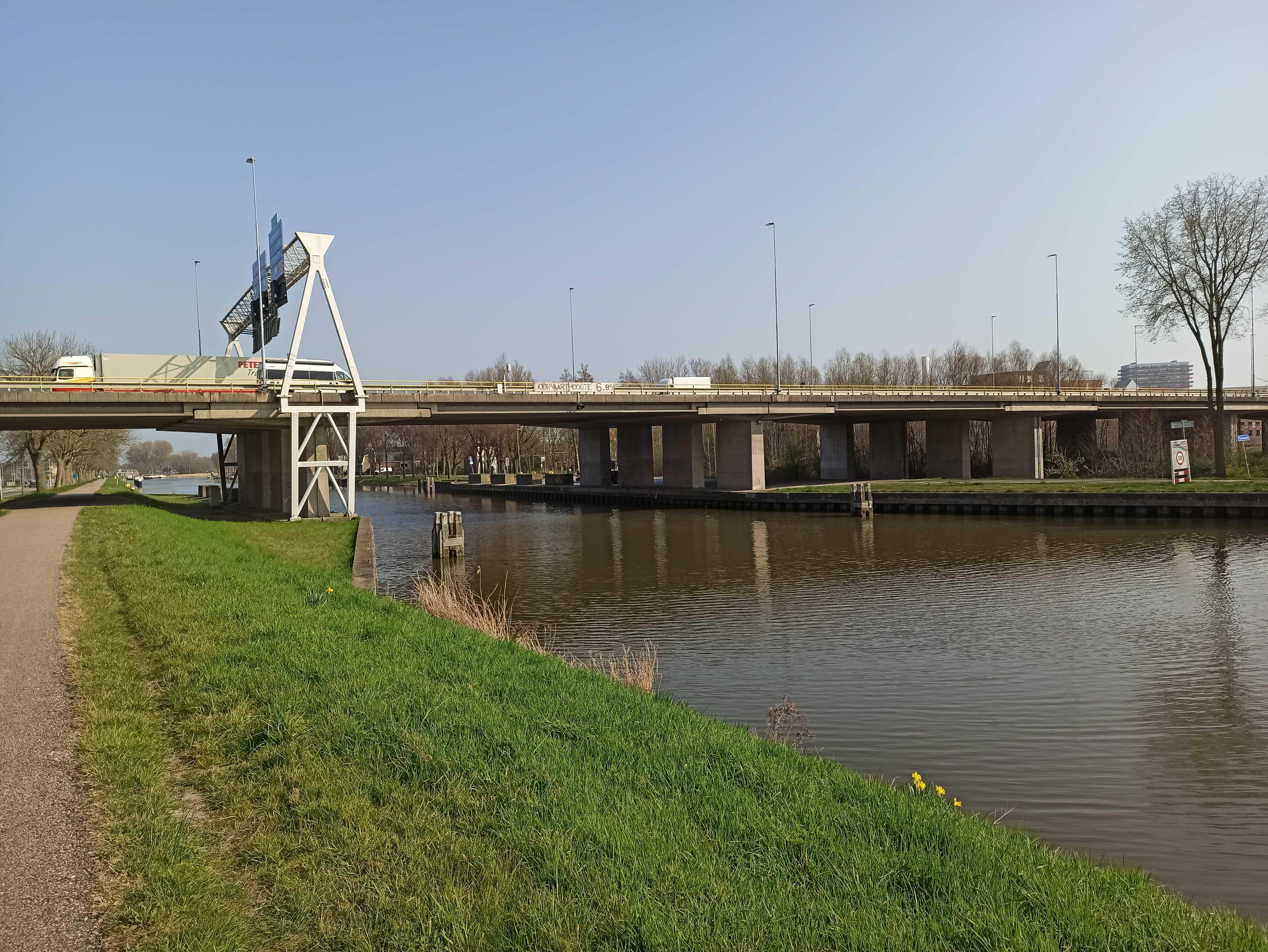
Мост через Северо-Голландский канал
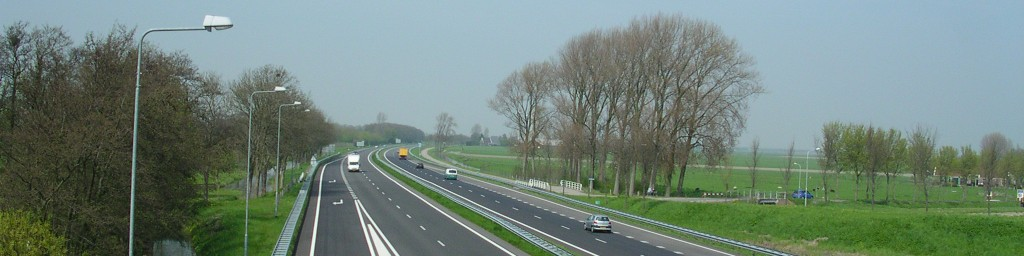
A7 у зоны обслуживания Брурдейк
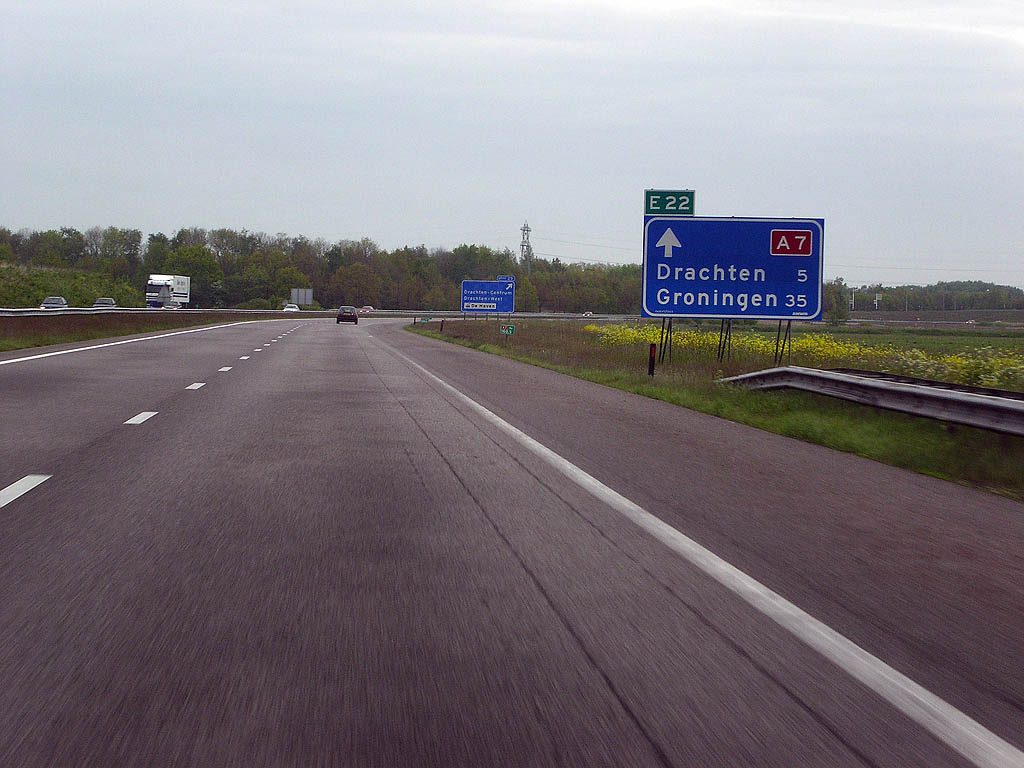
A7/N7 у Гронингена
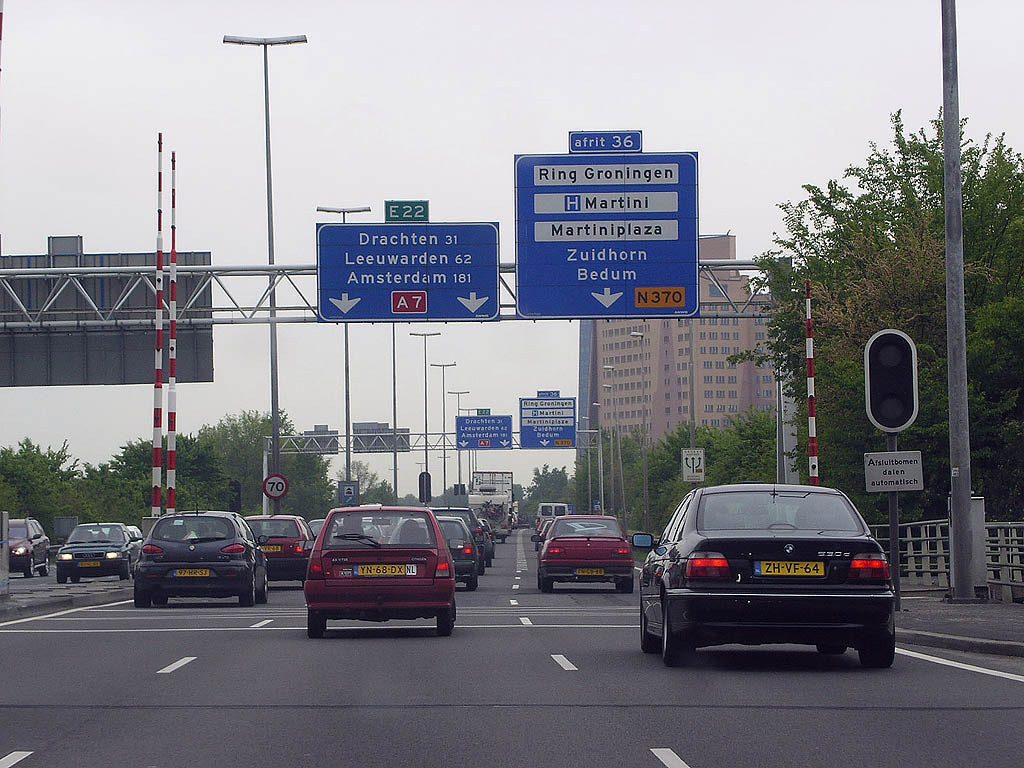
A7 у Драхтена